# Eremopterix leucopareia
La terrera cariblanca (Eremopterix leucopareia) es una especie de ave paseriforme de la familia Alaudidae propia de África oriental.

## Descripción

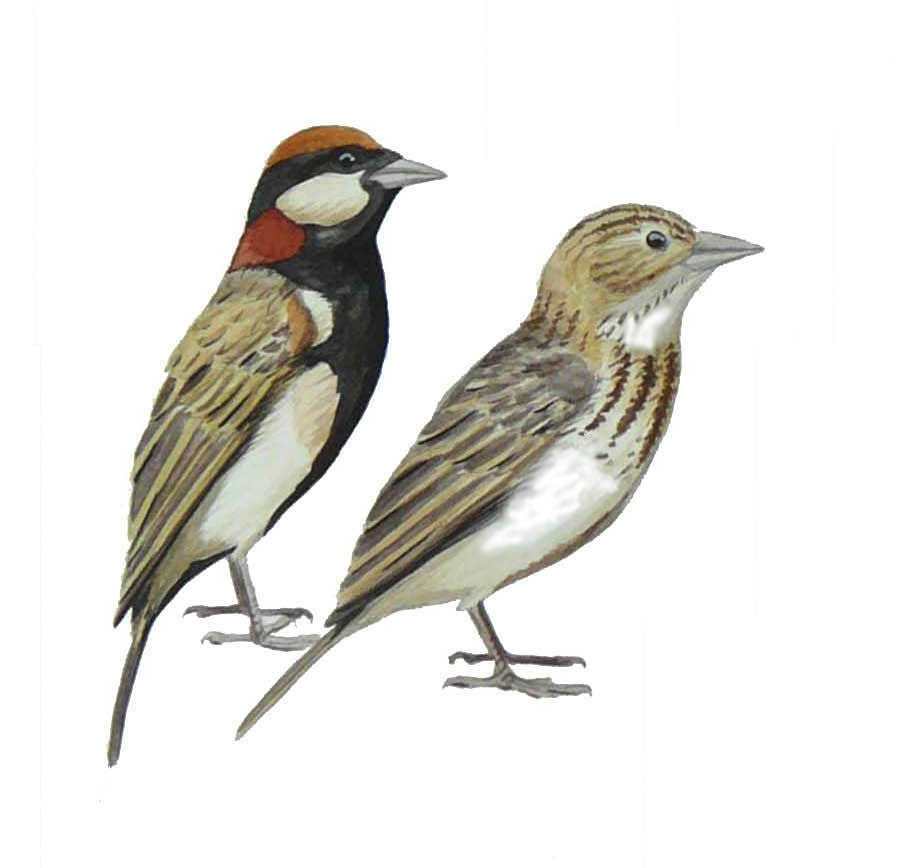
Comparación entre macho (izq.) y hembra (dcha.).

Son pájaros con las partes superiores del cuerpo de color pardo claro, y partes inferiores blancas, aunque los machos presentan una ancha franja negra que surca toda la parte central de pecho y vientre, y que al llegar al cuello se bifurca por sus laterales y la garganta, y se prolonga hasta la parte frontal del rostro y el supercilio, en contraste con las mejillas blancas y el píleo y nucha que son de color castaño rojizo. Se difiencia de la similar terrera señalada porque esta última tiene una mancha blanca en el centro del píleo. Las hembras carecen del patrón negro del rostro, cuello y partes inferiores, y presenta un veteado oscuro en píleo y pecho.

## Distribución y hábitat
Se encuentra desde el centro de Kenia al este de Zambia, Malawi y el noroeste de Mozambique. Su hábitat natural son los herbazales tropicales. Se encuentra en las planicies de hierba corta donde se congrega en grandes bandadas, excepto durante la época de cría.